# Монтеђори (Лука)
Монтеђори је насеље у Италији у округу Лука, региону Тоскана.
Према процени из 2011. у насељу је живело 134 становника. Насеље се налази на надморској висини од 239 м.